# Конотопский трамвай
Коното́пский трамва́й (укр. Конотопський трамвай, [konoˈtɔpsʲkɪj t̪rɑmˈʋɐi̯], произношениео файле) — трамвайная система в городе Конотоп Сумской области Украины, открытая 25 декабря 1949 года. Самая северная трамвайная система Украины.
Трамвайная сеть состоит из трёх линий и имеет общую длину 28 км, являясь одной из самых маленьких трамвайных сетей на Украине. Основная часть сети является однопутной (с разъездами). Часть улиц, по которым проходит трамвай, не имеет даже твёрдого покрытия. Линии обслуживаются трамваями типа КТМ-5, построенными с 1975 по 1989 на Усть-Катавском вагоностроительном заводе имени С. М. Кирова, а также одним вагоном К-1 и переданными из Риги Tatra T3A.
Трамваи выходят на маршруты с 6:00 до 21:00. Проезд в конотопском трамвае стоит 10 гривен, вне зависимости от расстояния.

## Маршруты
- Схема маршрута 1№ 1 ул. Деповская — ул. Свободы — проспект Мира — ул. Успенско-Троицкая — ул. Исполкомовская — ул. Владимира Великого — ул. Конотопских Партизан — Загребелье (40-минутный такт)
- Схема маршрута 2№ 2 ул. Рябошапко — ул. Успенско-Троицкая — ул. Прорезная — ул. Свободы — проспект Мира — ул. Успенско-Троицкая — ул. Исполкомовская — ул. Конотопских Дивизий — ул. Сарнавская — ул. Пластунская (обратно ул. Драгомирова — ул. Ярковская — ул. Владимира Великого) — ул. Проектная — ул. Дружбы — ул. Михаила Грушевского — ул. Выровская — завод «Мотордеталь» (50-минутный такт) (наиболее протяжённый маршрут)
- Схема маршрута 3№ 3 ул. Деповская — ул. Свободы — ул. Богдана Хмельницкого — ул. Новикова — ул. Дмитрия Карпенко — Посёлок КВРЗ (25-минутный такт)

## История
Трамвайное движение в Конотопе было открыто 25 декабря 1949 года двумя моторными вагонами Ф из Москвы по одноколейному маршруту № 1 с 1 разъездом протяжённостью 3,4 км «Памятник Ленину — Дом Советов — Вокзал» по просп. Сталина (сейчас — Мира). Тогда же было построено временное депо-ангар.
10 декабря 1950 года линия продлена от памятника Ленину по Исполкомовской ул. до ул. Розы Люксембург и площ. Конотопских дивизий, маршрут № 1 «Вокзал — ул. Розы Люксембург».
В июле 1951 года перестроено небольшое депо на 2 места.
30 декабря 1955 года введена новая линия от вокзала до ул. Фурманова (сейчас — Прорезная).
30 октября 1956 года новая линия продлена по ул. Фурманова до ул. Чапаева (сейчас — Ивана Богуна).
В ноябре 1956 года введена новая линия от вокзала по ул. Свободы до паровозного депо (ул. Деповская), сюда направлен маршрут № 1 «Паровозное депо — площ. Конотопских дивизий», пущен новый маршрут № 2 «ул. Чапаева — площ. Конотопских дивизий».
6 ноября 1957 года введена новая линия от площ. Конотопских дивизий до ул. Свердлова (сейчас — Владимира Великого), продлён маршрут № 1.
В ноябре 1959 года новая линия продлена от ул. Свердлова по ул. Конотопских Партизан до Загребелья, продлён маршрут № 1 «ул. Деповская (паровозное депо) — Загребелье».

### Маршруты на1 января1960 года
- 1 ул. Деповская — Загребелье
- 2 ул. Чапаева — площ. Конотопских дивизий

4 ноября 1962 года введена новая линия от ул. Чапаева по Успенско-Троицкой ул. до школы № 3 («Жилстрой»), а в 1963 году продлена до ул. Рябошапко (Авиагородок) — продлён маршрут № 2.
28 октября 1967 года введена новая одноколейная линия через железную дорогу от просп. Мира по ул. Б. Хмельницкого до ул. Новикова, пущен маршрут № 3 «Путепровод (около вокзала) — ул. Новикова».
12 октября 1968 года новая линия продлена от ул. Новикова до посёлка Конотопского ВРЗ, продлён маршрут № 3.
В 1969 году построено депо № 2 в районе Жилстроя.
В декабре 1974 года введена новая линия от ул. Свердлова по ул. Ярковской, Драгомирова, Дружбы, Дзержинского (сейчас — Михаила Грушевского), Вировской к Вировской промзоне (заводы «Мотордеталь» и арматурный), сюда пущен маршрут № 4 «площ. Конотопских дивизий — завод „Мотордеталь“».

### Маршруты на1 января1975 года
- 1 ул. Деповская — Загребелье
- 2 ул. Рябошапко — площ. Конотопских дивизий
- 3 Путепровод — район ВРЗ
- 4 площ. Конотопских дивизий — завод «Мотордеталь»

В 1981 году построен второй путь по просп. Мира от вокзала до площ. Конотопских дивизий.
В 1987 году построен второй путь к заводу «Мотордеталь» и введена односторонняя линия в направлении от завода «Мотордеталь» по ул. Пионерской (сейчас — Пластунская), Сарнавской. В этом же году объединены маршруты № 2 и № 4, № 4 ликвидирован.
В 1987 году построено разворотное кольцо в посёлке Конотопского ВРЗ, а маршрут № 3 перенаправлен с центра города к ул. Деповской: «ул. Деповская — район ВРЗ».
1 июля 2004 года один выведенный из эксплуатации трамвай КТМ-5 был установлен рядом с трамвайным депо в качестве памятника в честь 55-летия конотопского трамвая.
По состоянию на 2017 год имелось 3 маршрута, 17 км сети, 1 депо и 16 вагонов.
6 июня 2018 года в связи с невыплатой зарплаты за несколько месяцев работники трамвайного управления начали забастовку, движение трамваев было прекращено, 27 июня возобновлено.
В декабре 2019 года трамвай Конотопа получил 6 вагонов Tatra T3A из Риги и отпраздновал своё 70-летие.

## Подвижной состав
В настоящее время маршруты обслуживаются вагонами типа:
- КТМ-5М3 (8 вагонов) с 1972 года
- К-1 (1 вагон) с 2007 года
- Tatra T3A из Риги (6 вагонов) c 2018 года
- Konstal 105 из Варшавы (23 вагонов) с 2023 года
- Tatra T6A5 из Остравы (6 вагонов) с 2023 года

Каждый день на линию выходят около 8-9ти вагонов